# Автошлях США 101
Автошлях США 101 (U.S. Route 101, U.S. Highway 101, US 101) — номерний автошлях США напрямком з півдня на північ, що проходить уздовж тихоокеанського узбережжя Каліфорнії, Орегону та Вашингтону. Автошлях також відомий, як Ель-Каміно-Ріал (El Camino Real; Королівська дорога), де його маршрут уздовж південної та центральної частин узбережжя Каліфорнії наближається до старого шляху, що пов'язував іспанські місії, пуебли та президії. У деяких місцях він зливається з Каліфорнійським шляхом 1 (SR 1). Бере свій початок у Даунтауні Лос-Анжелесу, проходить Голлівудом та йде узбережжям Каліфорнії, Орегону й Вашингтону до Олімпійського півострова.
Хоча автошлях США 101 залишається головним прибережним сполученням напрямку північ — південь уздовж узбережжя Тихого океану на північ від Сан-Франциско, його загальне транспортне значення замінила міжштатна автомагістраль 5 (I-5), що є сучаснішою за своїм транспортним рішенням, проходить через великі міста та має пряміше спрямування через значно простішу географію на більшій частині шляху. Автошлях США 101 є основним паралельним маршрутом між Лос-Анджелесом та Сан-Франциско та є альтернативою міжштатній автостраді 5 протягом більшості її довжини. У 1964 році Каліфорнія урізала південну кінцеву станцію автошляху США 101 у Лос-Анджелесі, бо його замінив автошлях І-5. Історичні залишки автошляху США 101 до Сан-Дієго залишилися на півночі округу Сан-Дієго й відомі тепер як окружне шосе 21 (CR S21).
Через приблизно 2500 км після Лос-Анджелеса північний кінець автомагістралі розташовано у Тумвотер (Вашингтон), де автошлях США 101 обходить по прибережному периметру Олімпійський півострів на заході, півночі та сході. Найпівнічніша точка автошляху розташована в Порт-Анджелесі. Південний кінець автошляху США 101 розташовано у Даунтауні Лос-Анджелесу на Східній Лос-Анджелеській розв'язці — найзайнятішій автомагістральній розв'язці в світі.

## Нумерація
Відповідно до схеми нумерації нумерованих автошляхів США, згідно Американської асоціації державних автомобільних і транспортних службовців (AASHTO), трицифрові номери маршрутів, як правило, дублюються двоцифровими маршрутами. Однак головним маршрутам по вісі північ—південь призначалися номери, що закінчуються на «1». Замість того, щоб надати західному побережному автошляху США номер «91» і втратити чотири доступних номери для автошляхів напрямку північ—південь (93, 95, 97 та 99), що за планом нумерації, мали бути на захід від автошляху США 91, або призначивши первинному шосе на західному узбережжі «менший» номер (той, що не закінчується на 1), AASHTO зробив виняток зі свого двозначного правила. Таким чином, автошлях США 101 трактується як первинний двоцифровий маршрут з «першою цифрою» 10, а не як відгалуження автошляху США 1, що прокладено уздовж східного узбережжя, на протилежній стороні США. Таким чином, автошлях США 101, а не автошлях США 99, є найзахіднішим шосе напрямку північ—південь у мережі автомобільних шляхів США.

## Опис маршруту

### Місцеві назви
Автошлях США 101 в Орегоні називається Орегонським береговим шосе, у Каліфорнії — Тихоокеанським шосе. Південні каліфорнійці називають його також «The 101» (вимовляється «де ван-оу-ван» (сто перше)). Мешканці Північної Каліфорнії, Орегону та Вашингтона називають його просто «101» («ван-оу-ван»).
Міські ділянки маршруту в Південній Каліфорнії мають назву Автомагістраль Санта-Ана, Голлівудська автомагістраль та Вентурська автомагістраль у різних точках між Бойл-Хайтс та Карпінтерією. У 2003 році частину автошляху США 101 в окрузі Вентура було названо Шосе кричущих орлів на честь 101-ї повітряно-десантної дивізії ЗС США. Міські ділянки маршруту в районі затоки Сан-Франциско називаються автомагістраллю Джеймса Ліка, автомагістраллю Бейшор (затоковий берег) та Центральною автомагістраллю. Частина автошляху між Південною Каліфорнією та районом затоки Сан-Франциско називаються Ель-Каміно-Ріал або шосе Ель-Каміно-Ріал, але ці назви рідко використовуються в розмовах, замість цього використовується номер. У Північній Каліфорнії частину автошляху США 101 між округами Сонома й Марін часто називають «Новатське звуження» через звуження з шести до чотирьох смуг.
На північ від Сан-Франциско й майже до межі з Орегоном шлях підписаний як Редвудське шосе, через ліси червоної деревини, якими він прокладений. 

### Каліфорнія
У Південній Каліфорнії шосе 101 є приміським маршрутом з інтенсивним рухом, що обслуговує північно-західну частину Великого Лос-Анджелеса: округ Вентура в долині Вест-Конехо, Окснардську рівнину й громади округу Лос-Анджелес у долині Іст-Конехо та заході долини Сан-Фернандо.
- В окрузі Лос-Анджелес автошлях США 101 називається Автомагістраллю Санта-Ана (фрівеєм) від Бойл-Хайтс до Даунтауну Лос-Анджелеса. Саме з Бойл-Хайтс, що на сході Даунтауну, бере свій початок 101-ий автошлях США від перехрестя міжштатних автомагістралей 5-ї та 10-ї; на північний захід від Даунтауну Лос-Анджелеса 101-ша стає Голлівудською автомагістраллю (фрівеєм) й проходить перевалом Кахуенга, перш ніж повернути на захід і стати Вентурською автомагістраллю. Громади вздовж автошляху включають Голлівуд, південний край долини Сан-Фернандо з містом Юніверсал-Сіті та іншими місцевостями Лос-Анджелеса: Студіо-Сіті, Валлі-Вілладж, Шерман-Оакс, Енсіно, Тарзана, Вудланд-Хіллс, а також міста Хідден-Хіллс, Калабасас, Агора-Хіллс, Вестлейк-Вілладж; у Шерман-Оакс 101-ша перетинається з 4-м дублем міжштатної автомагістралі 5 — міжштатною автомагістраллю 405.
- В окрузі Вентура автошлях США 101 проходить через міста Таузанд-Оакс (включаючи Ньюбері-Парк), Камарілло, Окснард, Вентура.
- В окрузі Санта-Барбара 101-й проходить через міста Санта-Барбара, Санта-Марія.
- В окрузі Сан-Луїс-Обіспо 101-й проходить через міста Сан-Луїс-Обіспо, Атаскадеро й Пако-Роблес.

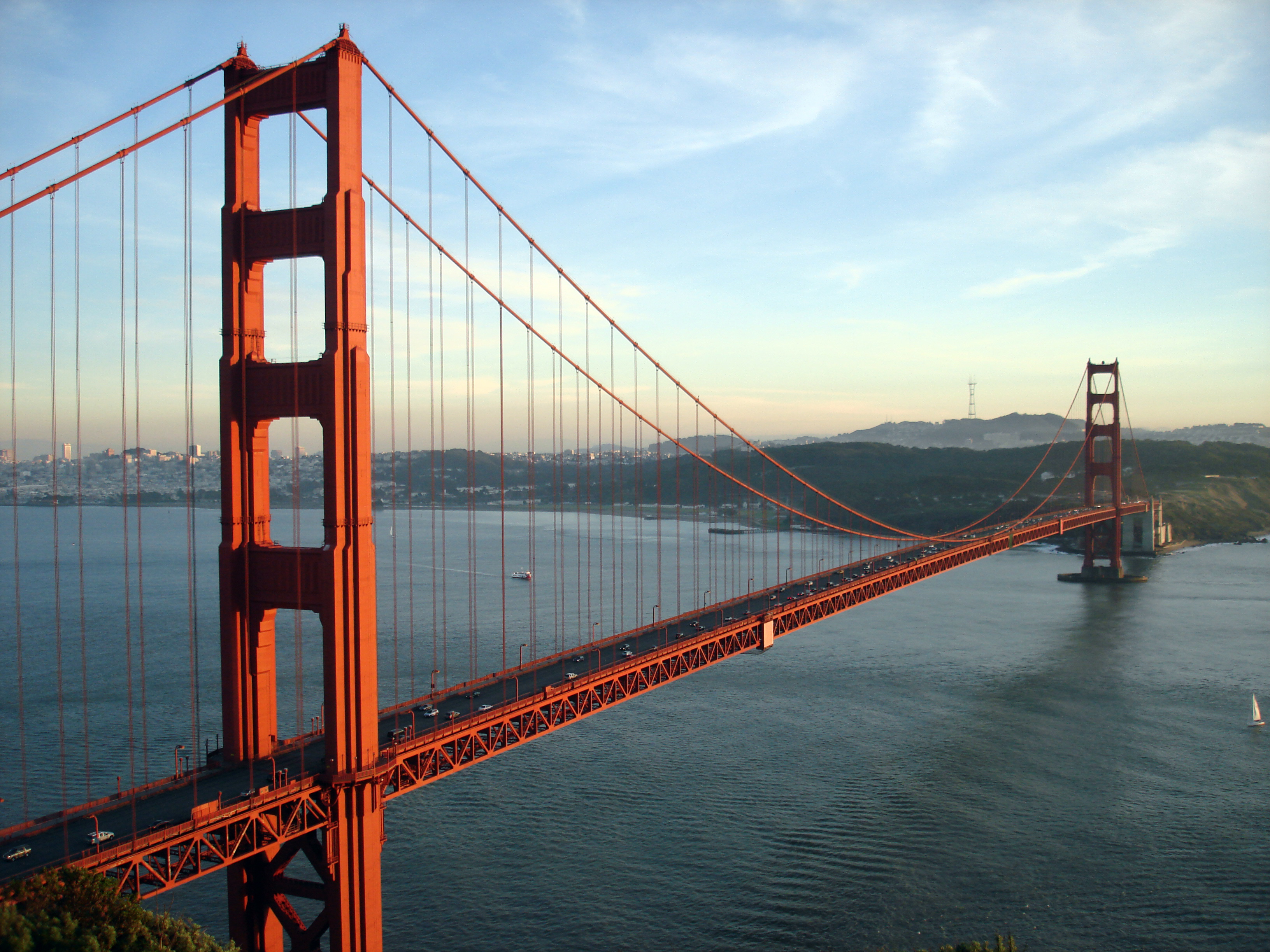
Міст Золоті Ворота. Автошлях США 101 проходить через затоку Сан-Франциско

У Північній Каліфорнії автошлях США 101 є основним прибережним маршрутом, що забезпечує автомобілістам доступ до області затоки Сан-Франциско, а також основний маршрут між Сан-Франциско та Норт-Бей (північної сторони області затоки Сан-Франциско). Він є одним із двох основних автошляхів, що з'єднує Сан-Хосе та Кремнієву долину з Сан-Франциско та Північною затокою.
- В окрузі Монтерей автошлях 101 проходить міста Сан-Ардо, Кінг-Сіті, Грінфілд, Соледад, Гонсалес, Кармел-Валлі, Спрекелс, Салінас й Прундейл.
- В окрузі Санта-Клара 101-ше шосе проходить через міста Гілрой, Сан-Беніто, Морган-Хілл, Сан-Хосе, Санта-Клару, Саннівейл, Маунтен-Вью та Пало-Альто; у Сан-Хосе 101-ий перетинають 2 дублі (6-й й 8-ий дублі) міжштатної автомагістралі 80: міжштатна автомагістраль 680 і міжштатна автомагістраль 880.
- В окрузі Сан-Матео автошлях США 101 проходить містами Іст-Пало-Альто, Менло-Парк, Редвуд-Сіті, Сан-Карлос, Белмонт, Сан-Матео, Бюрлінгейм, Міллбрей, Сан-Бруно, Саут-Сан-Франциско (на півдні міста та на захід від 101-ї відходить сполука із західнішою міжштатною автомагістраллю 280 через 3-й дубль міжштатної автомагістралі 80 — міжштатну автомагістраль 380), та Брисбен; автошлях США 101 слугує міською альтернативою сільській міжштатній автомагістралі 280, бо автошлях США 101 пролягає через міста півострова ближче до затоки, у той час як І-280 проходить ближче до гір Санта-Крус та бульвару Скайлайн.
- У Сан-Франциско 101-ше шосе проходить через північні місцевості міста; автошлях залишає місто по знаковому мосту Золота брама; у Сан-Франциско автошлях США 101 перетинає 2-ий дубль 80-ї автомагістралі — міжштатну автомагістраль 280, а також власне міжштатну автомагістраль 80, що має в місці перетину з 101-м шосе своє західне закінчення.
- Автошлях США 101 відходить від узбережжя й продовжується через винну країну та редвудські (секвойні) ліси, поки не повертається на узбережжя в Юриці.
- В окрузі Марин шосе проходить через Саусаліто, Тамалпаїс-Хомстед-Валлі (тут на захід від автошляху відходить штатний Автошлях 1 Каліфорнії), Строуберрі, Корте-Мадера, Сан-Рафаель (тут від автошляху відходить на схід 5-й дубль міжштатної автомагістралі 80 — міжштатна автомагістраль 580), Новато.
- В окрузі Сонома автошлях 101 проходить через Петалуму, Котаті, Ронерт-Парк, Санта-Роза, Віндзор, Хілдсбурґ, Кловердейл.
- Автошлях 101 проходить через надзвичайно кострубату й мальовничу місцевість Північного каліфорнійського узбережжя та через величезні секвойні гаї, що ростуть у парках та простягаються на північ до межі з Орегоном.
- В окрузі Мендосіно автошлях проходить міста Юкаю, Калпелла, Віллітс, Лейтонвілл і Леггетт, де до автошляху США 101 із заходу долучається Автошлях 1 Каліфорнії.
- В окрузі Гумбольдт шосе проходить міста Гарбервілл, Скотія, Ріо-Делл, Фортуна, Юрика, Арката, Мак-Кінлівілл, Тринідад.
- В окрузі Дел-Норті шосе проходить містами Кламет й Кресент-Сіті.

У районах, де автошлях США 101 повертає вглиб від узбережжя, автошлях 1 Каліфорнії відходить від 101-ї для обслуговування прибережних громад.

### Орегон
Автошлях США 101 входить до Орегону за 10 км на південний схід від Брукінгса. З нього вже немає прямого виду на Тихий океан, за винятком відрізку від Порт-Орфорда до Флоренса та більшості шляху округом Тілламук та північним кінцем біля Асторії. 101-ий автошлях проходить багатьма мальовничими мостами вздовж узбережжя штату Орегон, наприклад, міст затоки Якуїна в Ньюпорті. Автошлях перетинає: річку Четко у Брукінгсі, річку Роуг у Голд-Біч, річку Кокілл на північ від Бандона, затоку Кус у Норт-Бенді, річку Умпкуа у Ридспорті, річку Саюсло у Флоренсі, річку Якуїна у Ньюпорті, затоку Янгс та гирло річки Колумбія шириною 6 км по мосту Асторія-Меглер, з Асторії на захід від Меглера у Вашингтоні.
Відрізок між Флоренс і Яхатс вважається однією з наймальовничіших ділянок 101-го шосе. Вздовж узбережжя Тихого океану є щонайменше 86 Орегонських державних парків, у тому числі маяк Хесіта. Влітку дорожній рух часто перевантажений, бо автошлях США 101 є головною вулицею майже всіх прибережних міст Орегону (за винятком Кеннон-Біч та декількох інших). 

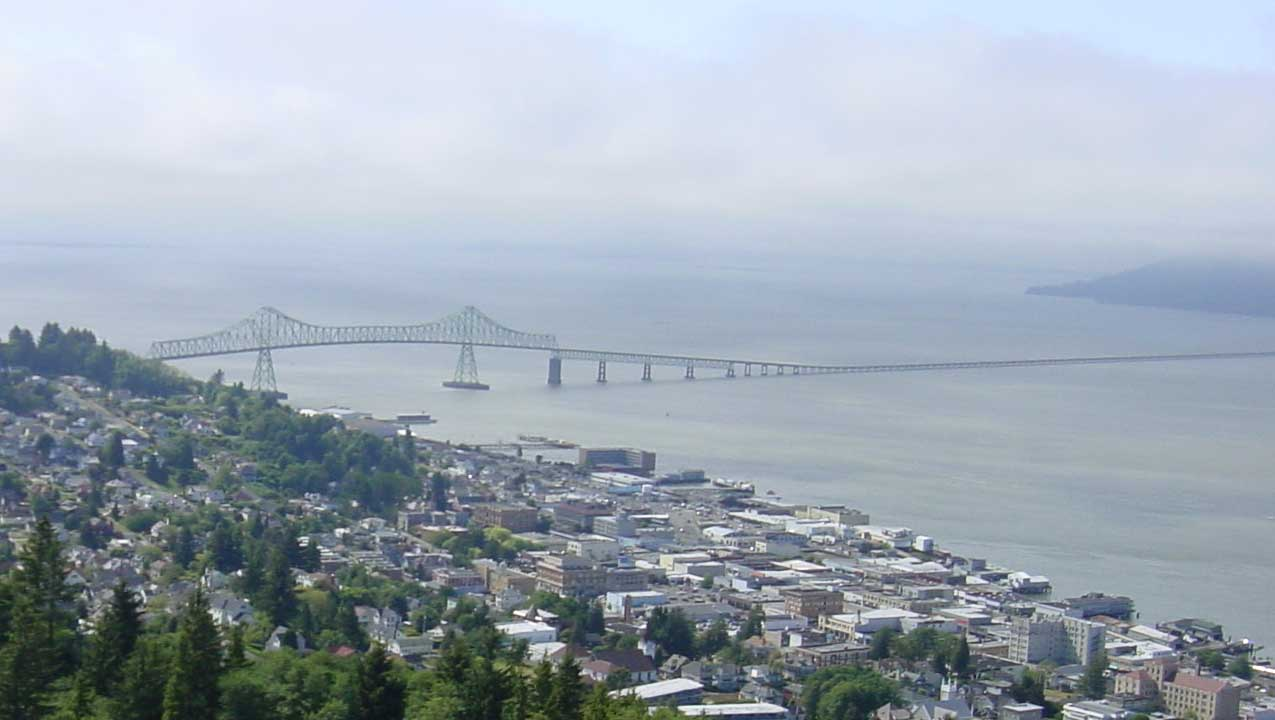
Міст Асторія-Меглер. Автошлях США 101 проходить над річкою Колумбія з міста Асторія до штату Вашингтон.

Автошлях 42 Орегону ввібрав у себе старі відрізки автошляху США 101, слідуючи в обхід Кокіля. Реконструкції автошляху США 101 після Другої світової війни скоротила відстані та ліквідувала найгірші вузькі та криві ділянки в різних місцях Орегонського узбережжя.

### Вашингтон
Автошлях США 101 починається у Вашингтоні на північному кінці мосту Асторія-Меглер на захід від Меглера на перехресті з автошляхом 401 Вашингтону, Автошлях США 101 слідує вниз за північним берегом річки Колумбія до Айлвако. У цей момент він повертає на північний схід та йде берегом затоки Віллапа та річки Віллапа до Реймонда, звідки прямує прямо на північ до Абердина та надає доступ автотранспорту від цього міста до національного парку Олімпік.
У північно-західній частині півострову Олимпік автошлях США 101 повертає на схід і проходить вздовж північного краю півострова, паралельно протоці Хуан-де-Фука. Автошлях США 101 йде до Шелтона й закінчується на автомагістралі I-5 у місті Тумвотер, що примикає до столиці штату Олимпії.
Проте прямим маршрутом між містами Абердин (на узбережжі) та Олимпією все ж є автошлях США 12 та автошлях 8 Вашингтону.

## Історія

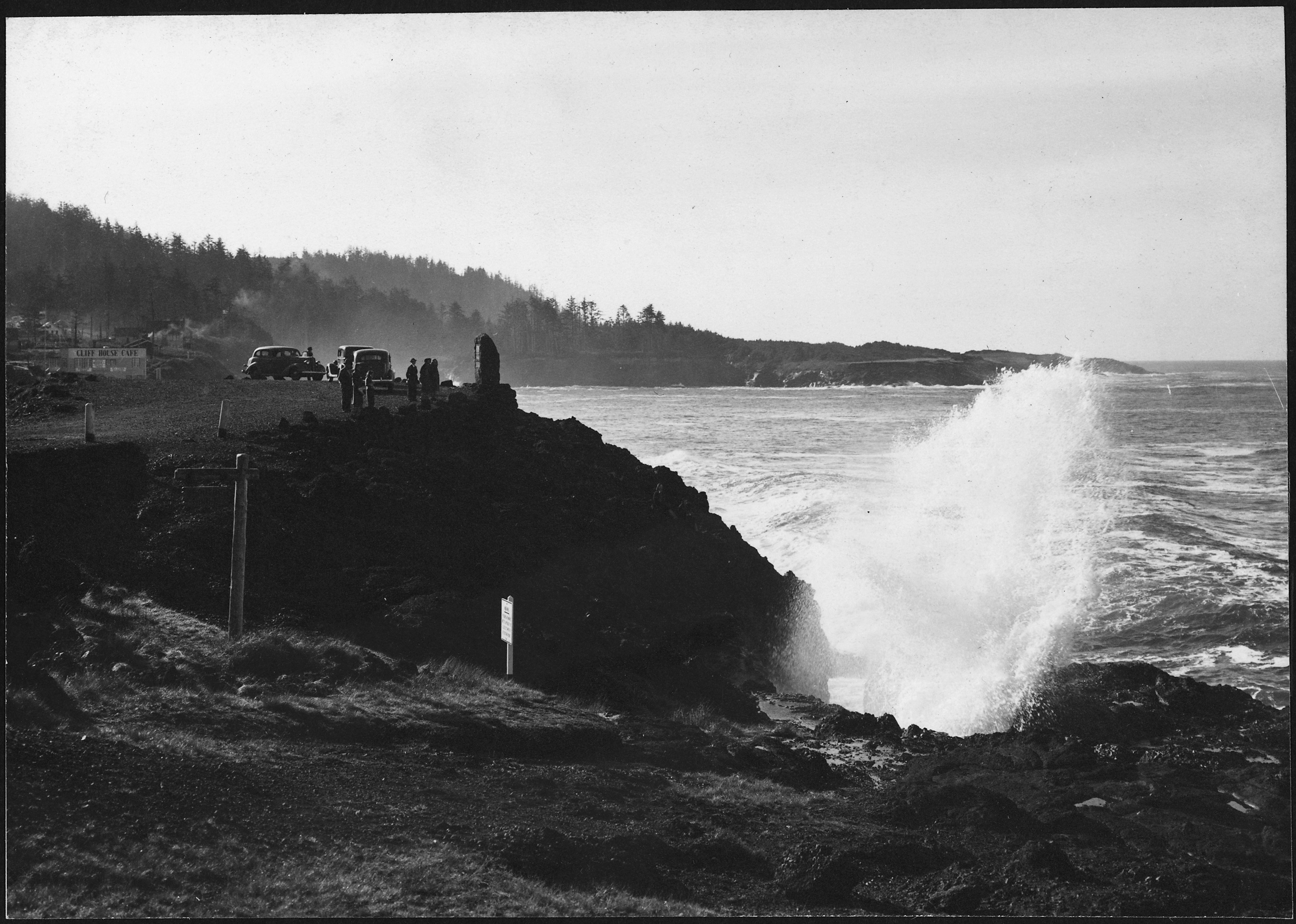
Автошлях США 101 як гравійна дорога в Депо-Бей на центральному узбережжі штату Орегон у 1938 році.

Частини старого автошляху США 101 ще й досі можна знайти під різними назвами в окрузі Сан-Дієго між Оушенсайдом та кордоном з Мексикою. В Оушенсайді він називається Набережним шосе. У Карлсбаді він стає Карлсбадським бульваром, а на південь в Енсінітасі — Набережним шосе 101. У Солана-Біч він досі залишається автошляхом 101; у Дел-Мар — Каміно-Дел-Мар.
Більшість старого автошляху 101 між Гілроєм і Сан-Франциско досі діє як Бізнес автошлях США 101 або як автошлях 82 Каліфорнії.
Велика частина старого автошляху США 101 й автошляху 82 Каліфорнії між Сан-Франциско та Сан-Дієго позначені як Ель-Каміно-Реаль (Королівська дорога), назву, що первинно надавали будь-якому шляху, що перебував під безпосереднім заступництвом короля Іспанії та його намісників. Ці ділянки залишків Ель-Каміно-Реаль являють собою першу велику дорогу в історії Каліфорнії.
До того, як був завершений міст Золота Брама, автошлях США 101 розділявся перед Сан-Франциською затокою на західний та східний маршрути, що відповідно позначалися літерами «W» та «E». Автошлях 101W був тотожний сучасному маршруту від Сан-Хосе до Сан-Франциско. Автошлях 101E, як правило, слідував сучасному I-880 від Сан-Хосе до Окленда, потім через міст Каркінес приєднувався до автошляху 101W по тому, що зараз є автошляхом 37 Каліфорнії. Оскільки мосту Золота брама тоді ще не було, автошлях США 101W використовував пором від пристані Хайд-стріт через протоку Золота Брама до Саусаліто.

## У популярній культурі

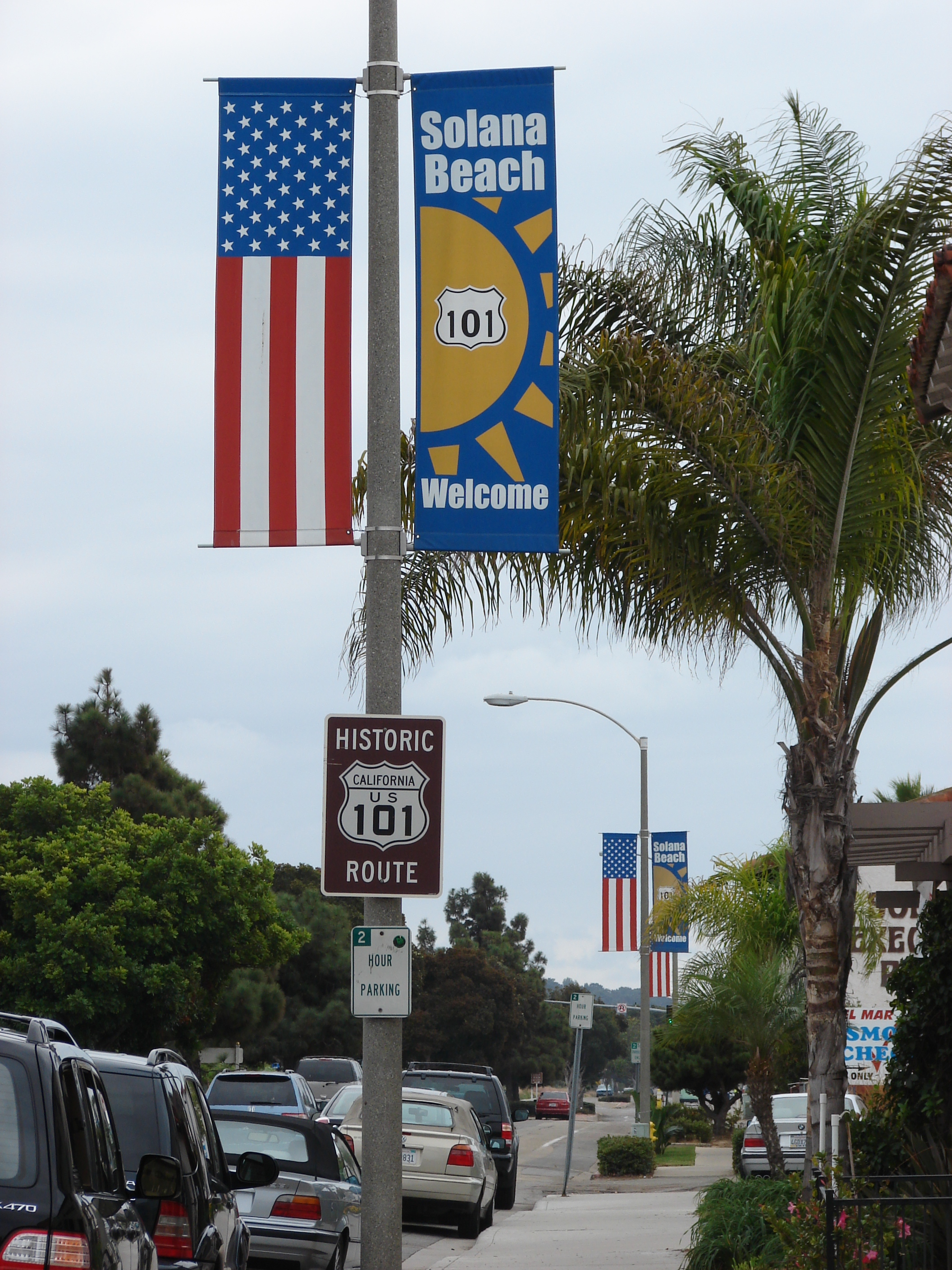
Історичний автошлях 101 у Солана-Біч.

Автошлях США 101 став всесвітньо відомим у кіно, популярній культурі та у піснях. Його назву часто використовують в масовій культурі поряд із іншими легендарними маршрутами, наприклад, автошляхом США 66 від Чикаго до Лос-Анджелеса, як визнаний символ американської культури та американського способу життя. Кантрі музичний гурт Highway 101 було засновано у Лос-Анджелесі, на південному кінці автошляху. Обкладинка їхнього дебютного альбому містила назву «101», зображену в стилізованому вказівникові автошляху. США 101 надихнув численні пісні, серед яких «Highway 101» від Social Distortion, «Surf Route 101» Jan and Dean, «Back to the 101» Альберта Хаммонда-молодшого та хіт-сингл Герба Альперта «Route 101», що досяг 37 місця в хіт-параді. The Cheers записали одну з перших байкерських пісень про терор 101-го шосе під назвою «Black Denim Trousers and Motorcycle Boots».
Сингл «Каліфорнія» Phantom Planet був використаний як пісенна тема для хіт-шоу 2000-х «Чужа сім'я». Техаський митець Нік Локкен випустив сингл для свого майбутнього альбому під назвою The 101, що призвело до партнерства з виробником одягу на західному узбережжі Specifically Pacific, якому належить торгова марка «The 101».
Живий альбом 1989 року й документальний фільм «101» британського електронного гурту Depeche Mode названо за 101-м шосе. Його було знято й записано під час американського туру для альбому «Music for Masses», під час якого останній концерт гурту в Пасадіна Роуз боул у Лос-Анджелесі був їхнім 101-м концертом у дорозі, що мав місце недалеко від відповідного шосе.